# Kidrontal

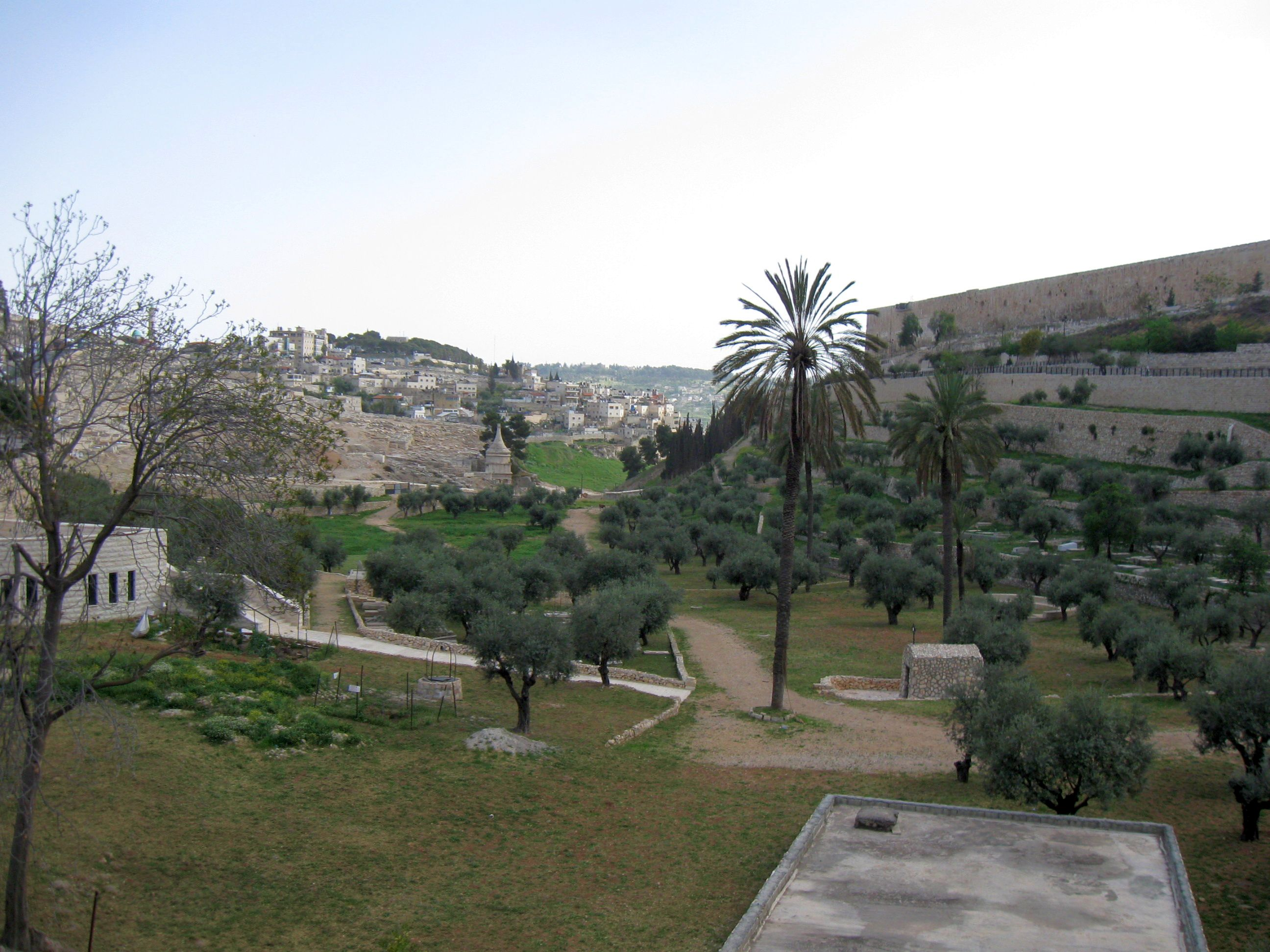
Das Kidrontal zwischen Ölberg mit jüdischem Friedhof links und Tempelberg / Jerusalemer Altstadt rechts, Blick auf Abschaloms Grab

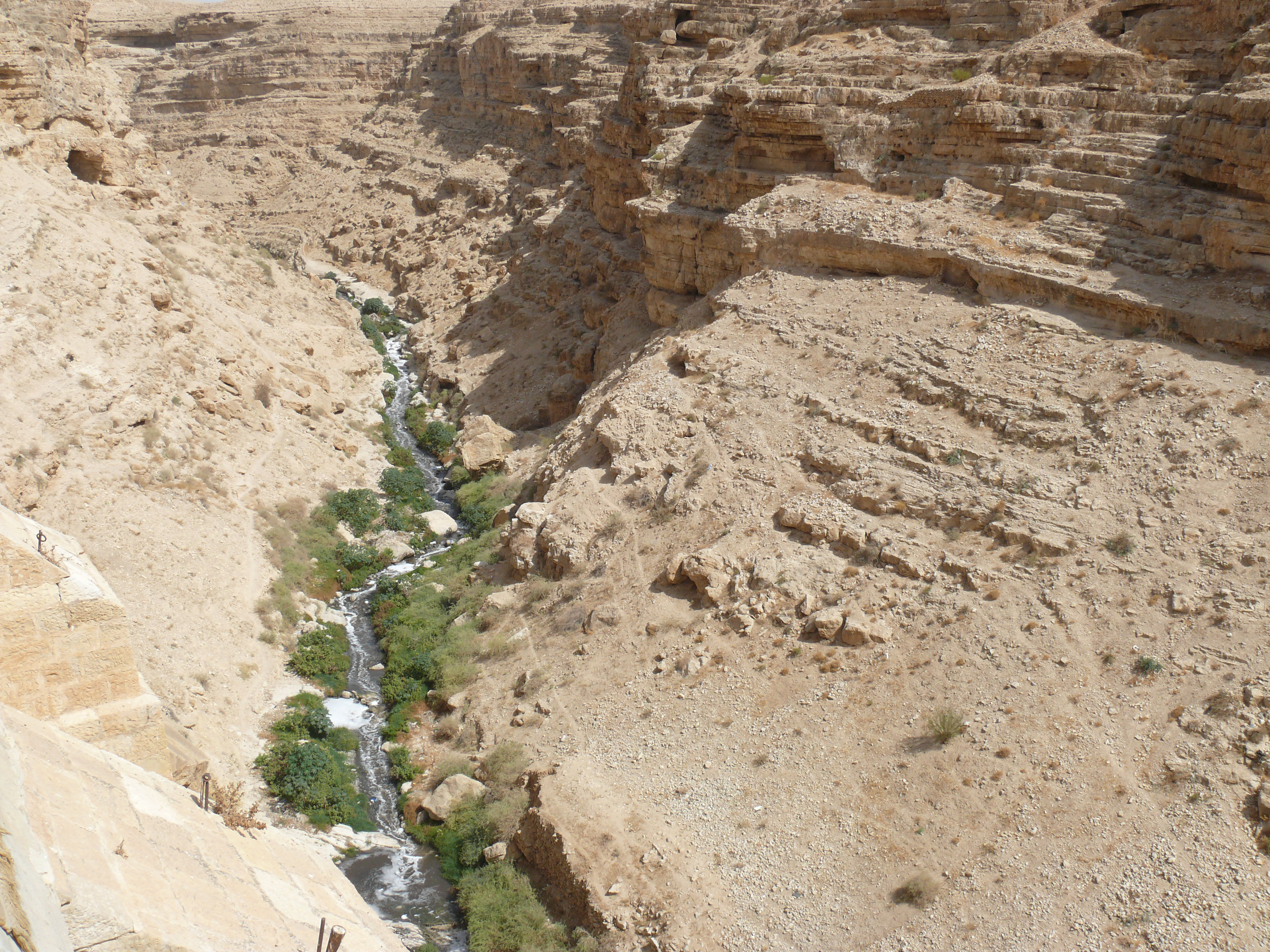
Kidrontal beim Kloster Mar Saba

Das Kidrontal (hebräisch נַ֣חַל קִדְרֹ֔ון Naḥal Qidron; arabisch وادي الجوز Wadi al-Dschauz oder Wadi el-Joz) ist ein Tal, das den Tempelberg und die Altstadt von Jerusalem im Westen und den Ölberg im Osten voneinander trennt. 

## Verlauf
Das Kidrontal beginnt im Norden von Ostjerusalem im Bereich der Stadtteile American Colony und Scheich Dscharrah. Es verläuft zunächst in östliche Richtung, biegt unterhalb des Skopusbergs nach Süden ab und trennt sodann die Jerusalemer Altstadt von der Ölbergkette. In der Antike war dieser Abschnitt des Tals tiefer als heute und verlief direkt an der Ostmauer als natürlicher Stadtgraben Jerusalems. Die Stadt war daher vom Ölberg aus zwar gut einzusehen, angegriffen werden konnte sie aber aus östlicher Richtung nicht.
Nach seiner Vereinigung mit dem Hinnomtal heißt dieses Tal im weiteren Verlauf durch das Westjordanland arabisch Wadi en-Nar. Das Wadi Kidron wird heutzutage teilweise unterirdisch geführt. Es endet auf der Höhe der archäologischen Stätte Khirbet Mazin in der Senke des Toten Meeres.

## Name
Der hebräische Name קִדְרֹ֔ון qidrôn wird auf die Verbalwurzel קדר q-d-r „trüb, undurchsichtig sein; sich verfinstern“ zurückgeführt. In der Septuaginta, im Johannesevangelium (Joh 18,1 ), bei Flavius Josephus und im Onomastikon der biblischen Ortsnamen des Eusebius von Caesarea lautet der Name des Bachs altgriechisch Κεδρών Kedrṓn, in der Vulgata Cedron.
Die „Talebene Josafat“ ist ein Symbolname für den Ort des endzeitlichen Gottesgerichts aus dem biblischen Buch des Propheten Joël (Joel 4,2 ) und bedeutet „JHWH wird richten“. Erst Eusebius von Caesarea identifizierte diese Talebene mit dem eher schluchtartigen Kidrontal, ebenso kurz darauf der Pilger von Bordeaux. Es handelt sich also um eine Identifikation der christlichen Spätantike. In der Kreuzfahrerzeit ist vallis Josaphat der übliche Name des Kidrontals, so hieß das große Benediktinerkloster im Bereich von Mariengrab und Garten Gethsemane Sancta Maria in valle Josaphat.

## Geschichte

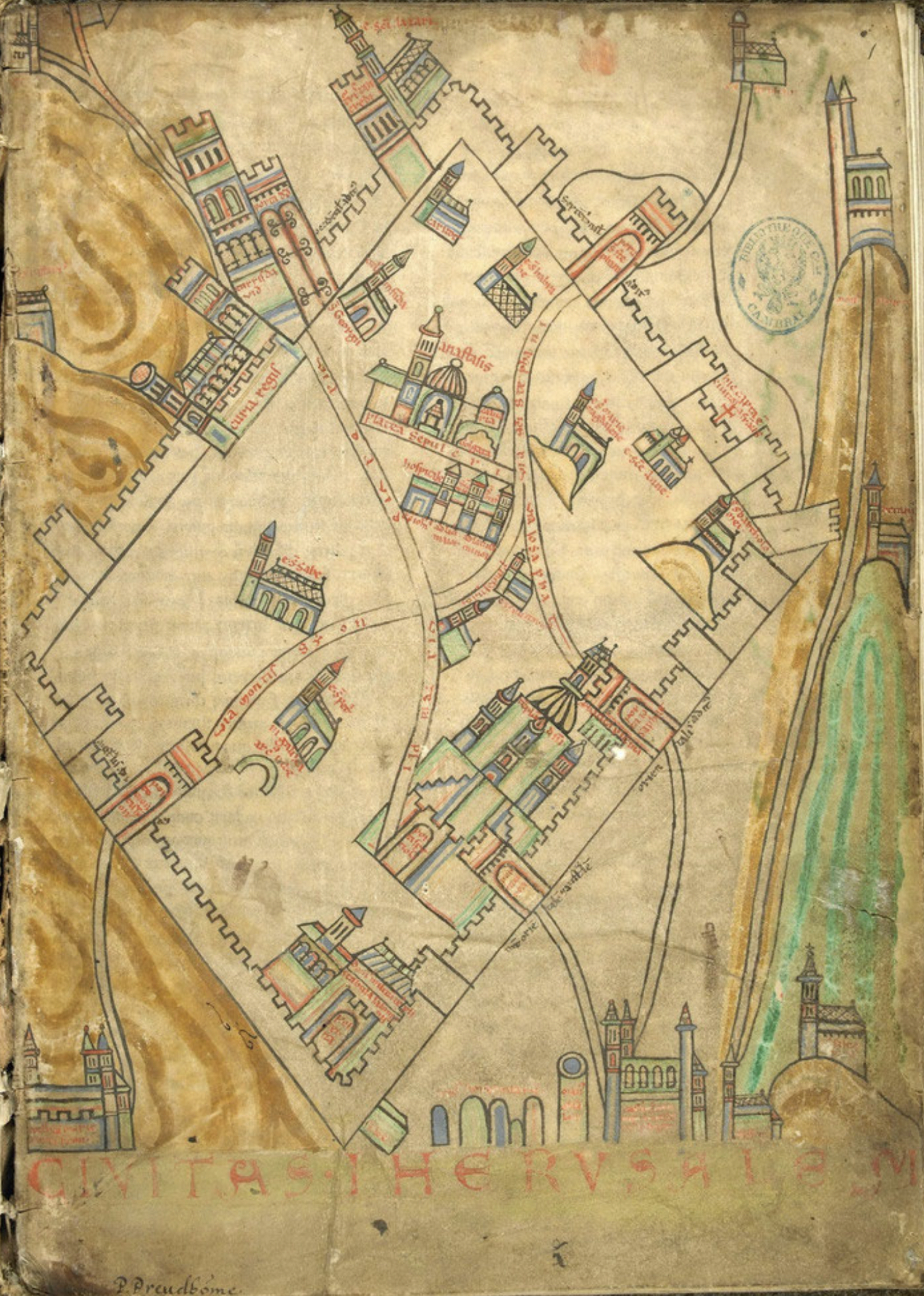
Cambrai, Bibliothèque municipale, Ms. 437, fol. 1r.

Sowohl in der Eisenzeit als auch in hellenistischer und frührömischer Zeit wurde das Kidrontal als jüdische Nekropole genutzt. In spätantiker und byzantinischer Zeit zogen Mönche in diesen Felsgräbern ein und gestalteten sie zu Kapellen und Zellen um. Dies setzte sich auch in der Kreuzfahrerzeit fort. In frühislamischer Zeit wohnten auch die Karäer im Kidrontal; die christliche Mönchssiedlung bestand noch bis in osmanische Zeit fort.
Die Jerusalemkarte von Cambrai (Foto) zeigt die Pilgerziele der Kreuzfahrerzeit im Kidrontal entlang des unteren Bildrandes. Von links nach rechts: Vicus eremitarum (Eremitensiedlung), Manus Absalon („Hand Absaloms“), Ecclesia S. Marie in valle Josaphat (Benediktiner-Klosterkirche).

## Baudenkmäler

### Mariengrab
Eine große kreuzfahrerzeitliche Treppenanlage führt 7,60 m hinunter zum Portal der byzantinischen Mariengrabkirche. Dabei kann man sich vergegenwärtigen, dass das Kidrontal einst viel tiefer war als heute. An der Stelle des Mariengrabs ist eine jüdische Grabanlage aus der Zeit des Zweiten Tempels, d. h. vor der römischen Zerstörung Jerusalems 70 n. Chr., anzunehmen. Von einer Marienkirche im Kidrontal ist erstmals im 5. Jahrhundert in den Quellen die Rede, im Zusammenhang des Konzils von Ephesos 431 n. Chr., das einen Aufschwung der Marienverehrung zur Folge hatte. Als Pilgerziel wird das Mariengrab im Kidrontal dann seit dem 6. Jahrhundert erwähnt.

### Jüdische Felsgräber aus hellenistisch-frührömischer Zeit
Familien der Jerusalemer Priesteraristokratie besaßen Felsgräber sozusagen mit Blick auf die Südmauer des Tempelbergs. Die folgende Datierung stammt von Nahman Avigad:
| Bild | Name                                    | Datierung                 | Beschreibung |
| ---- | --------------------------------------- | ------------------------- | --- |
|      | Grab der Bnei Hesir                     | um 100 v. Chr.            | ältestes hellenistisches Grabmonument im Raum Jerusalem                                                                                 |
|      | Pyramiden-Monolith (Grab des Zacharias) | nach 50 v. Chr.           | Typisch für den Mischstil der herodianischen Zeit, vgl. auch die nabatäischen Grabmonumente in Petra                                    |
|      | Kuppel-Monolith (Abschaloms Grab)       | 1. Jahrhundert n. Chr.    | Ein älteres Felsengrab wurde nachträglich als Kubus isoliert, darüber eine Nefesch in Form eines kleinen Rundtempels (Tholos) errichtet |
|      | Giebelgrab (Joschafats Grab)            | 1. Jahrhundert n. Chr.    | |
|      | Unvollendetes Grab                      | 1. Jahrhundert n. Chr.    | |
|      | „Grab der Tochter Pharaos“ in Silwan    | 2./1. Jahrhundert v. Chr. | Die Steine des pyramidalen Dachs wurde in römischer Zeit entfernt.                                                                      |

1932 wurde von Eleasar Sukenik eine aramäische Inschrift in einem Grab im Kidrontal entdeckt, die das Wort Kokh verwendet.

### Felskammergräber aus der Zeit des Königreichs Juda in Silwan

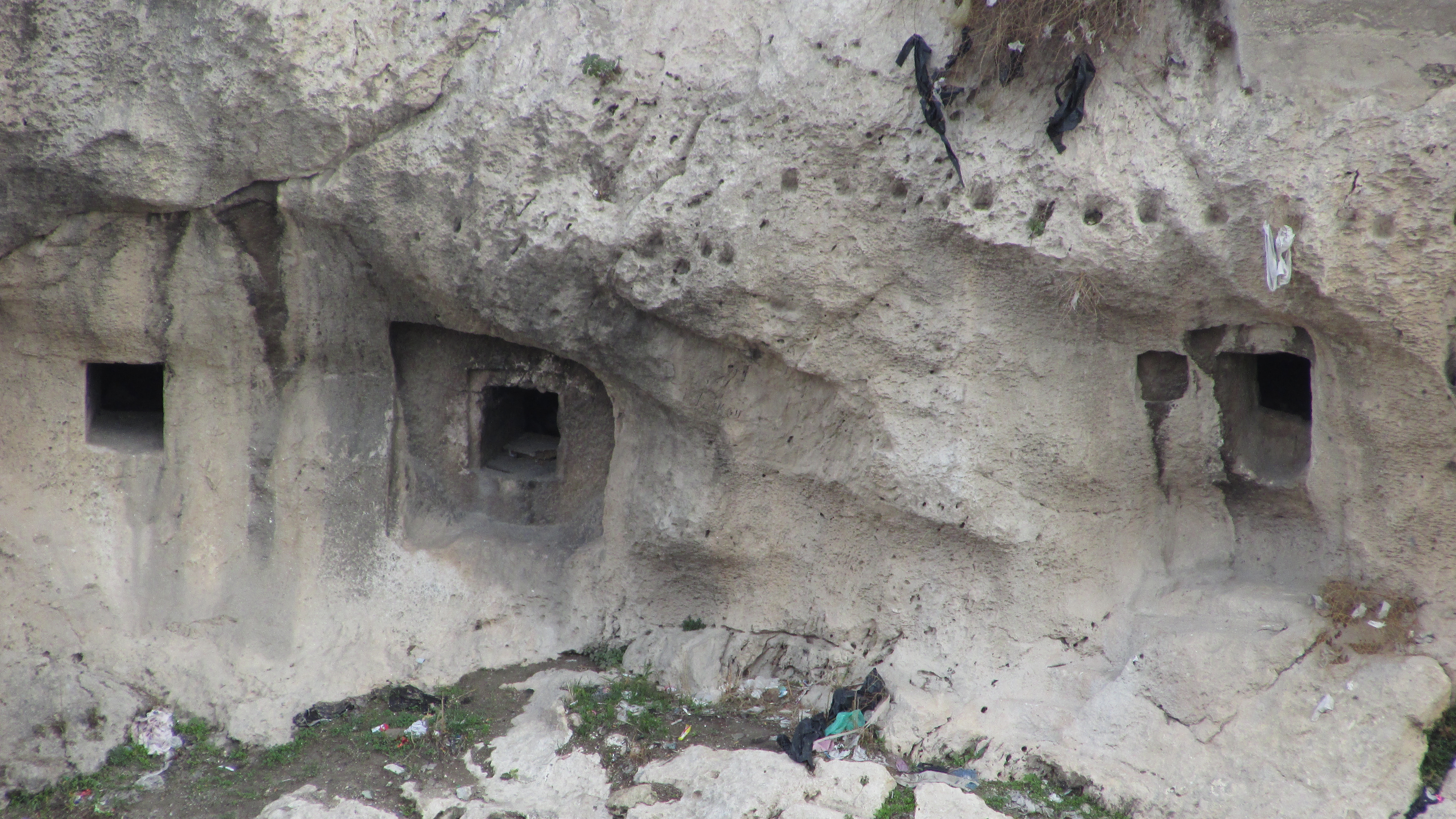
Felskammergräber in Silwan

Das Dorf Silwan befindet sich auf dem Gelände der eisenzeitlichen Nekropole Jerusalems (die ältesten Gräber gehören der Mittelbronzezeit an). Auf dem Foto sieht man drei dieser Grabanlagen, von links nach rechts:
- ein unvollendetes Grab;
- ein Grab mit doppelter quadratischer Rahmung, innen eine rechteckige Grabkammer;
- ein Grab, zu dem Steinstufen hinaufführen, quadratischer, unregelmäßig gerahmter Eingang, dahinter ein rechteckiger, tonnengewölbter Raum mit seitlichem Nischentroggrab.

In der römischen Kaiserzeit wurde dieser Bereich als Steinbruch genutzt, später siedelten sich christliche Mönche in den Grabanlagen an und gestalteten sie mit größeren Eingängen und zusätzlichen Fenstern als Zellen und Kapellen um. Diese Eremitensiedlung bestand noch bis in die Kreuzfahrerzeit und ist auf der Jerusalemkarte von Cambrai dargestellt. In osmanischer Zeit ging der Umbau für Wohnzwecke weiter; das Dorf Silwan wird in den Quellen seit dem 17. Jahrhundert erwähnt und steht in Kontinuität mit dieser Wohnbebauung.

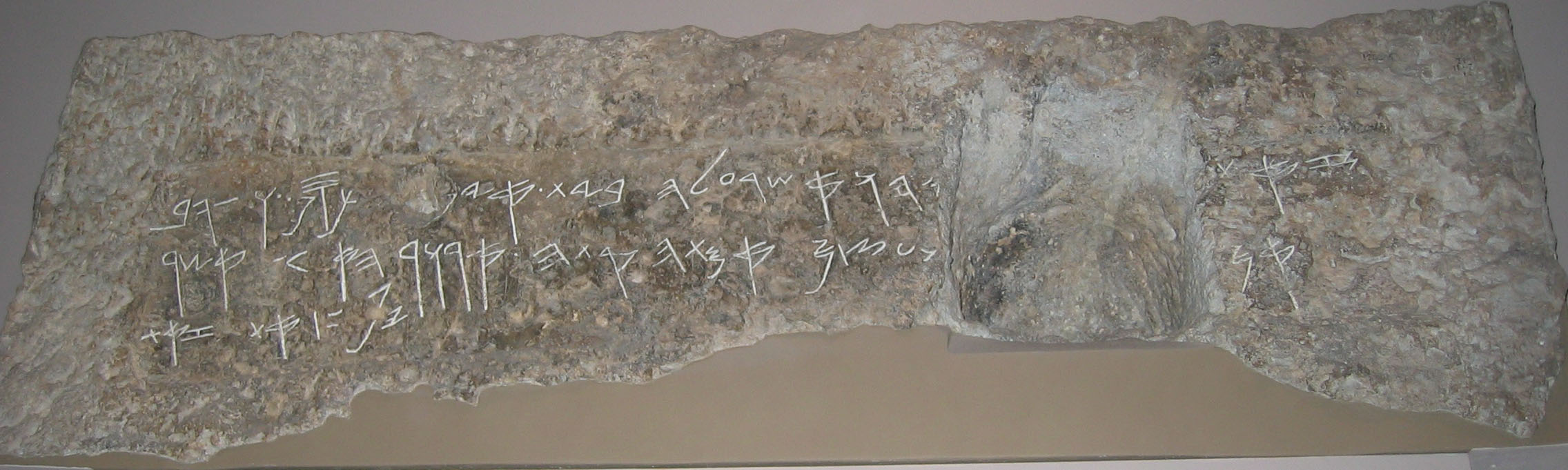
Inschrift am Grab des Palastvorstehers (British Museum)

Das sogenannte Grab des Palastvorstehers ist eine Doppelgrabanlage aus der zeit des Königreichs Juda, die als Keller bzw. Zisterne in Wohnhäusern verbaut sind. Über dem Eingang befand sich eine Inschrift, die paläografisch große Ähnlichkeit mit der Siloah-Inschrift aufweist (Foto): „Dies ist das Grab des (Scheban)jahu, der über dem Hause. Es gibt nicht hier Silber und Gold / [sondern] nur [seine Knochen] und die Knochen seiner Sklavin (Konkubine). Verflucht der Mensch, der dieses (Grab) öffnet!“ Charles Clermont-Ganneau entdeckte die Inschrift 1870, ließ sie abnehmen und ins British Museum transportieren.

### Kloster Mar Saba
Der Mönch Sabas gründete 483 n. Chr. am „Winterbach von Siloam“, d. h. im Kidrontal, das heutige Kloster. Von hier aus erfolgten weitere Kloster- und Hospizgründungen in der Region, aber Mar Saba war das Hauptkloster, in dem Sabas 532 verstarb. Im 7./8. Jahrhundert lebte hier eine große Mönchsgemeinschaft. Nachdem das orthodoxe Kloster auch während der Kreuzfahrerzeit weiter bestanden hatte, wurde es in der Mamlukenzeit zerstört, in der Folge aber von den Mönchen wieder errichtet. Im 17. Jahrhundert war Mar saba ständigen Angriffen von Beduinen ausgesetzt, was dazu führte, dass es im frühen 19. Jahrhundert festungsartig ausgebaut und mit zwei Türmen versehen wurde.
In seinem weiteren Verlauf wird der Fluss durch Abwässer und Müll stark verschmutzt und erreicht das Tote Meer nur als übelriechende Kloake.

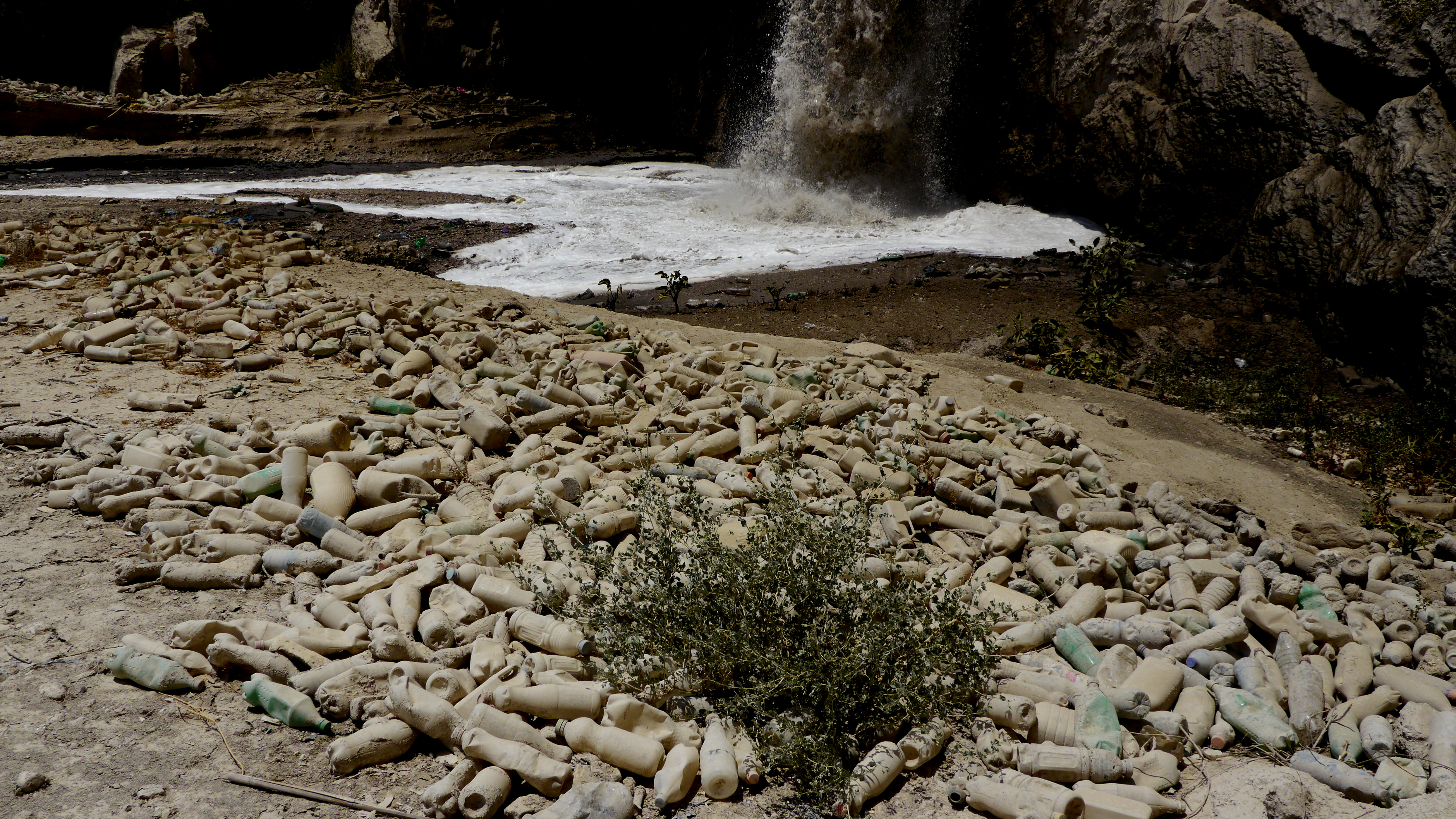
Der letzte Wasserfall des Kidronflusses vor dem Toten Meer

## Textfunde vom Wadi en-Nar
Am Unterlauf des Kidrontals, dem Wadi en-Nar, fanden Beduinen mehrere meist unpublizierte Manuskripte, die möglicherweise Mönchen der byzantinischen Zeit gehörten. Einzig ein zwölfseitiges Pergamentheftchen aus dem 6./7. Jahrhundert mit schwer verständlichem magischem Inhalt (christlich-palästinisches Aramäisch) ist bekannt.